# فرناندو ليل

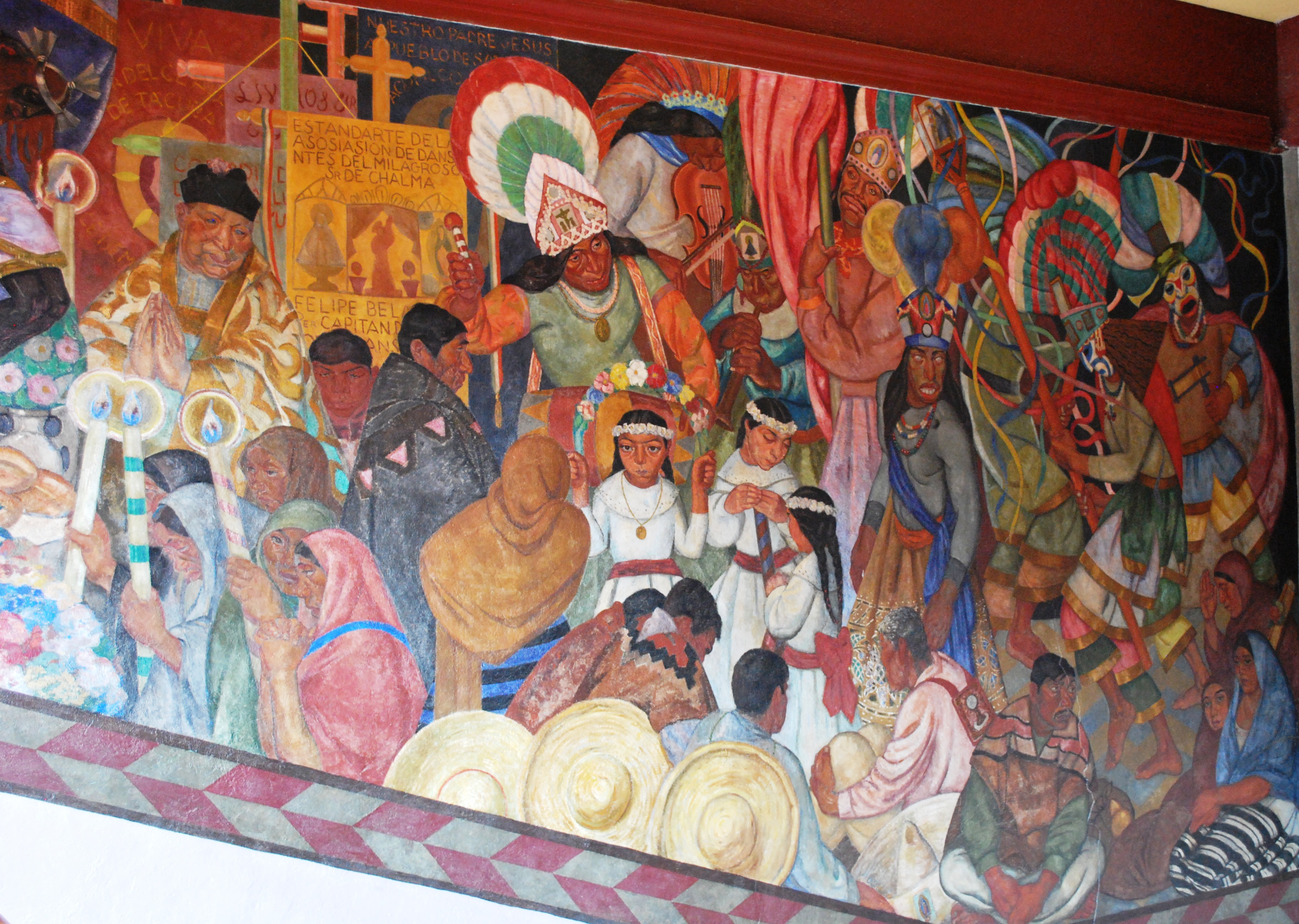
لوحة راقصات الشلما في كلية سان إلديفونسو

فرناندو ليل (بالإسبانية: Fernando Leal)‏ (26 شباط 1896 - 7 تشرين الأول 1964) رسام مكسيكي، كان أحد أوائل الرسامين الذين اشتركوا في حركة الجداريات المكسيكية التي بدأت في عقد 1920. بعد أن رأى إحدى لوحاته، دعاه وزير التعليم خوزيه فاسكونسيلوس للرسم في المدرسة التحضيرية الوطنية. كانت نتيجة تلك الدعوة لوحة «راقصات الشلما».
كما رسم ليل جدارية مخصصة لسيمون بوليفار في مدرّج بوليفار، بالإضافة إلى الجداريات الدينية المكرسة للسيدة غوادالوبي في كنيسة باسيليكا فييا في تيبياك.

## Life
ولد فرناندو ليل في مدينة مكسيكو في 26 شباط (فبراير) 1896. درس الفنّ أول الأمر في أكاديمية سان كارلوس، ثم انتقل إلى مدرسة كويوكان المفتوحة ودرس تحت إشراف ألفريدو راموس مارتينيز. كان زميل دراسة لغابرييل فيرنانديز ليدسما، ورفاييل فيرا دي كوردوبا، ورامون ألفا دي لا كانال، وفيرمين ريفويلتاس.
توفي ليل في 7 تشرين الأول (أكتوبر)، 1964. وكان يرعاه ابنه فرناندو ليل أودرياك الذي أصبح رساماً مكسيكياً مشهوراً أيضاً.

## الفن
اشتهر عن ليل أعماله الجدارية، لكنه أيضاً عمل في النقش والطباعة الحجرية والرسم على القماش. وكان أحد أوائل الفنانين المكسيكين الذين عملوا جداريات باستخدام تقنيات مختلفة. كان ليل أحد أوائل الذين أنشأوا نسخاً تجريبية صغيرة من الأعمال بهدف العثور على أفضل وسيلة لتنفيذ الأعمال الأثرية. استخدم في جدارياته عادةً الرسم التشفيري، منتجاً ألواناً شفافة غنية فأخرج أعماله ببراعة من الجلاء والقتمة أي التدرج الثقيل بين الضوء والظلام.
كان كان معروفاً باستخدام الألوان واستخدام الصور من الثقافة المكسيكية الريفية والشعبية. كانت مواضيع أعماله التقاليد الشعبية وشخصيات الكتاب المقدّس. ضمّت أعماله توليفة من الأشكال وأنماط سانتورنينو هيران، وتجنّب التمثيل والعلامات التجارية للمدرسة الواقعية المكسيكية في الرسم. كان أسلوبه الفني يتراوح بين الباروك والكلاسيكية، لكنه استخدم الألوان الزاهية. كان أساس أعماله الكلاسيكية لكنه الأشكال كانت من الباروك. أما الرسم على القماش فكان يميل إلى التنميق مع تبسيط الأشكال بأسلوب الانطباعية.